# Snälltågslok

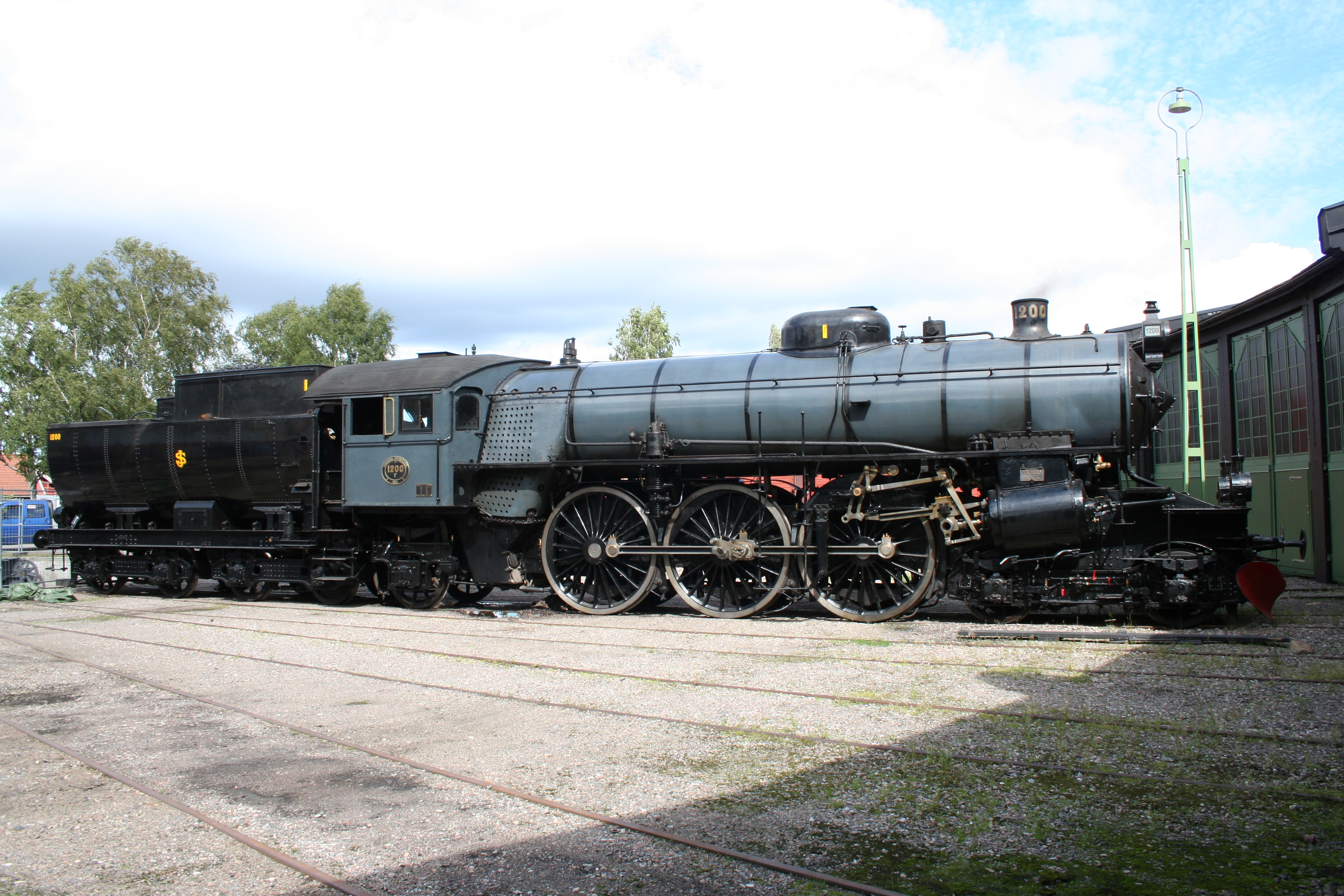
F-lok är exempel på en loktyp som användes för att dra snälltåg i Sverige.

Snälltågslok är en äldre benämning på ett lok som är gjort för att dra tåg som är snabbare än 90 km/h. I Sverige användes begreppet främst på ånglok. När elloken kom till Sverige fick dessa en mer blandad tjänst då de ofta drog såväl persontåg som godståg.